# Lwów (tỉnh)
Tỉnh Lwów (tiếng Ba Lan: Województwo lwowskie) là một đơn vị hành chính của Ba Lan trong giai đoạn giữa hai thế chiến (1918–1939). Chỉ khoảng một nửa lãnh thổ tỉnh được trả lại cho Ba Lan sau khi chiến tranh thế giới thứ hai kết thúc. Nửa phía đông của tỉnh, bao gồm cả thành phố Lwów, được nhượng lại cho Cộng hòa xã hội chủ nghĩa Xô viết Ukraina trước sự kiên quyết của Joseph Stalin.

## Dân cư
Thủ phủ Lwów (nay là Lviv) là thành phố lớn nhất và quan trọng nhất tỉnh. Tỉnh bao gồm 27 powiat (huyện), 58 thị trấn và 252 làng. Năm 1921, đây là nơi sinh sống của 2.789.000 người. Mười năm sau, con số này tăng lên 3.126.300 (khiến nó trở thành tỉnh đông dân nhất trong tất cả các tỉnh của Ba Lan). Năm 1931, mật độ dân số là 110 người/km². Phần lớn dân số (57%) là người Ba Lan, đặc biệt là ở các huyện phía tây. Người Ukraina (chủ yếu ở phía đông và đông nam) chiếm khoảng 33% và người Do Thái (chủ yếu ở các đô thị) - khoảng 7%. Ngoài ra, có những cộng đồng nhỏ của người Armenia, người Đức và các dân tộc khác. Năm 1931, tỷ lệ mù chữ của cư dân tỉnh là 23,1%, tương đương với mức trung bình quốc gia và đồng thời là mức thấp nhất trong Vùng biên giới phía đông Ba Lan.

## Địa lý
Diện tích của tỉnh là 28.402 kilômét vuông (10.966 dặm vuông Anh). Tỉnh nằm ở phía nam Ba Lan, giáp với Tiệp Khắc ở phía nam, tỉnh Kraków ở phía tây, tỉnh Lublin ở phía bắc và tỉnh Wołyń, tỉnh Stanisławów và tỉnh Tarnopol ở phía đông. Cảnh quan là vùng đồi (ở phía bắc) và vùng núi (ở phía nam, dọc theo biên giới Tiệp Khắc, với nhiều suối khoáng nằm ở đó, chẳng hạn như Slawsko). Rừng bao phủ 23,3% diện tích tỉnh (thống kê ngày 1 tháng 1 năm 1937; còn mức trung bình toàn quốc là 22,2%).

## Hành chính
Lwów là thủ phủ của tỉnh, là thành phố lớn vượt trội trên địa bàn, với dân số 318.000 người (tính đến năm 1939). Đây cũng là thành phố lớn nhất ở đông nam Ba Lan và là thành phố lớn thứ ba trong cả nước (sau Warszawa và Łódź), trước Kraków (259.000). Các trung tâm quan trọng khác trong tỉnh là: Przemyśl (dân số 51.000 năm 1931), Borysław (dân số 41.500), Drohobycz (dân số 32.300 ), Rzeszów (dân số 27.000), Jarosław (dân số 22.200), Sambor (dân số 22.000) ), Sanok (dân số 14.300) và Gródek Jagielloński (dân số 12.900).
Các huyện của tỉnh Lwów:
- Bobrka (diện tích 891 km2 dân số 97 100),
- Brzozów (diện tích 684 km2 dân số 83 200),
- Dobromil (diện tích 994 km2 dân số 94 000),

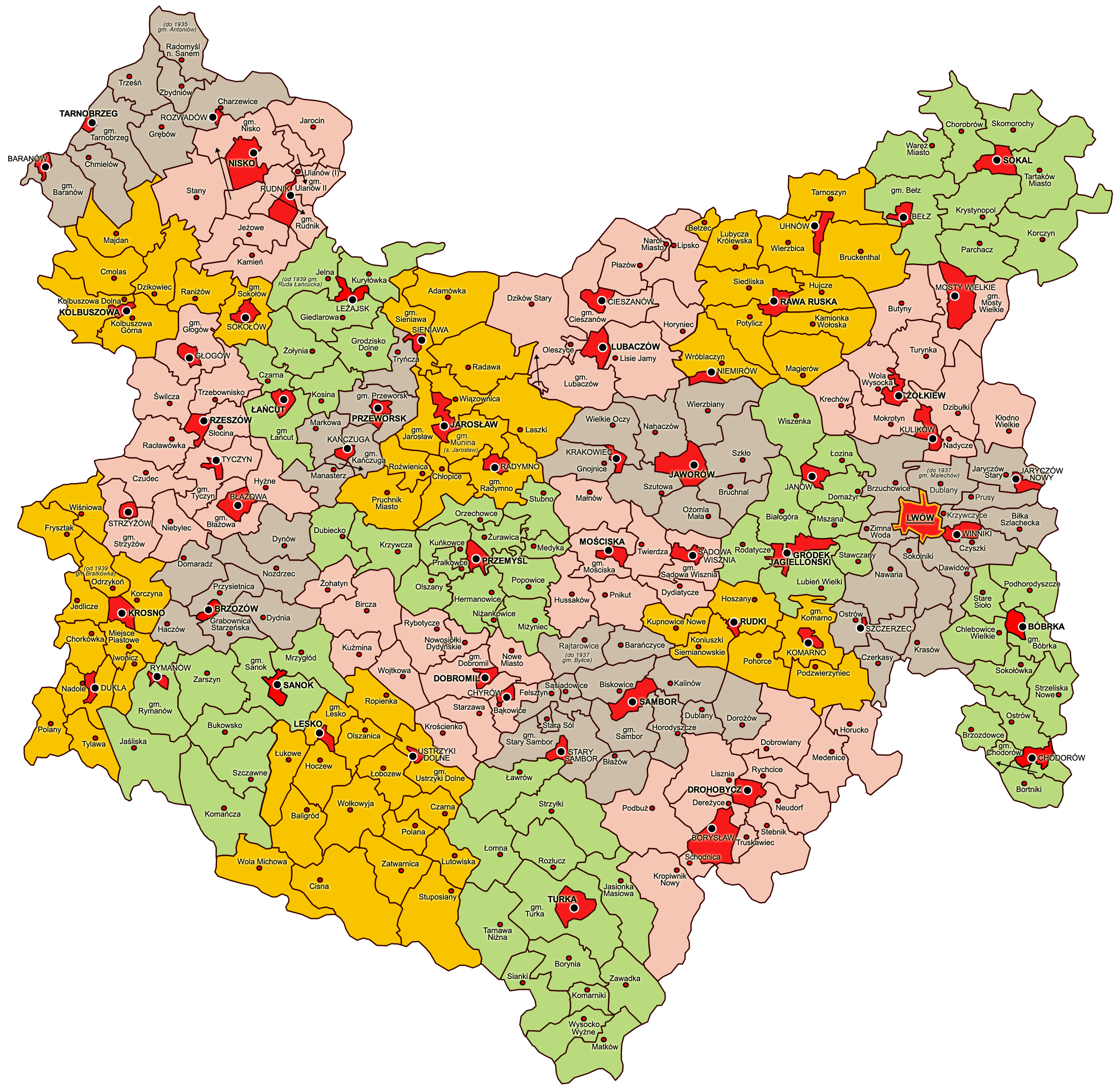
Đơn vị hành chính tỉnh Lwów, 1938

- Drohobycz (diện tích 1.499 km2 dân số 194 400),
- Gródek Jagielloński (diện tích 889 km2 dân số 85 000),
- Jarosław (diện tích 1.337 km2 dân số 148 000),
- Jaworów (diện tích 977 km2 dân số 86 800),
- Kolbuszowa (diện tích 873 km2 dân số 69 600),
- Krosno (diện tích 934 km2 dân số 113 400),
- Lesko (diện tích 1,832 km2 dân số 111 600),
- Lubaczów (diện tích 1.146 km2 87 300),
- Thành phố Lwów (powiat lwowski grodzki - diện tích 67 km2, dân số 312 200),
- Huyện Lwów (diện tích 1.276 km2 dân số 142 800),
- Łańcut (diện tích 889 km2 dân số 97 700),
- Mościska (diện tích 755 km2 dân số 89 500),
- Nisko (diện tích 973 km2 dân số 64 200),
- Przemyśl (diện tích 1.002 km2 dân số 162 500),
- Przeworsk (diện tích 415 km2 dân số 61 400),
- Rawa Ruska (diện tích 1.401 km2 dân số 122 100),
- Rudki (diện tích 670 km2 dân số 79 200),
- Rzeszów (diện tích 1.270 km2 dân số 185 100),
- Sambor (diện tích 1.133 km2 dân số 133 800),
- Sanok (diện tích 1.282 km2 dân số 114 200),
- Sokal (diện tích 1.324 km2 dân số 109 100),
- Tarnobrzeg (diện tích 949 km2 dân số 72 200),
- Turka (diện tích 1.829 km2 dân số 114 400),
- Żółkiew (diện tích 1.111 km2 dân số 95 500).

## Kinh tế
Giữa hai cuộc chiến, Ba Lan được chia thành hai phần không chính thức - Ba Lan "A" (phát triển tốt hơn) và Ba Lan "B" (kém phát triển hơn). Tỉnh Lwów nằm trên đường ranh giới của những khu vực này, với hai trung tâm chính - thành phố Lwów và khu vực giàu dầu mỏ phía nam là Borysław và Drohobycz.
Bắt đầu từ giữa những năm 1930, chính phủ Ba Lan quyết định bắt đầu một dự án công trình công cộng lớn, được gọi là Centralny Okreg Przemyslowy (COP). Dự án bao gồm các huyện phía tây của tỉnh, tại đây một số nhà máy được xây dựng (một nhà máy thép ở thành phố mới thành lập Stalowa Wola, một nhà máy sản xuất động cơ máy bay và pháo binh ở Rzeszów, cũng như một nhà máy sản xuất vũ khí ở Sanok). Đây là một sự thúc đẩy to lớn đối với các khu vực nông thôn đã quá tải dân số, nơi có tỷ lệ thất nghiệp cao. Dự án vẫn chưa hoàn thành vào đầu Thế chiến thứ hai.
Mạng lưới đường sắt chỉ phát triển tốt ở khu vực Lwów, vì bản thân thành phố là một trung tâm quan trọng với tận tám tuyến xuất phát từ đó. Ngoài ra, một số huyện (như Kolbuszowa, Brzozów hoặc Jaworów) thiếu kết nối đường sắt, trong khi những huyện khác (Lesko, Lubaczów , Rudki, Stary Sambor) thì kém phát triển. Các trung tâm đường sắt khác là Rawa Ruska, Rzeszów, Rozwadów, Sambor, Drohobycz, Przeworsk, Chodorów, and Przemyśl.
Tính đến ngày 1 tháng 1 năm 1938, tổng chiều dài đường sắt trong ranh giới tỉnh là 1.534 km, tức là 5,4 km trên mỗi 100 km².

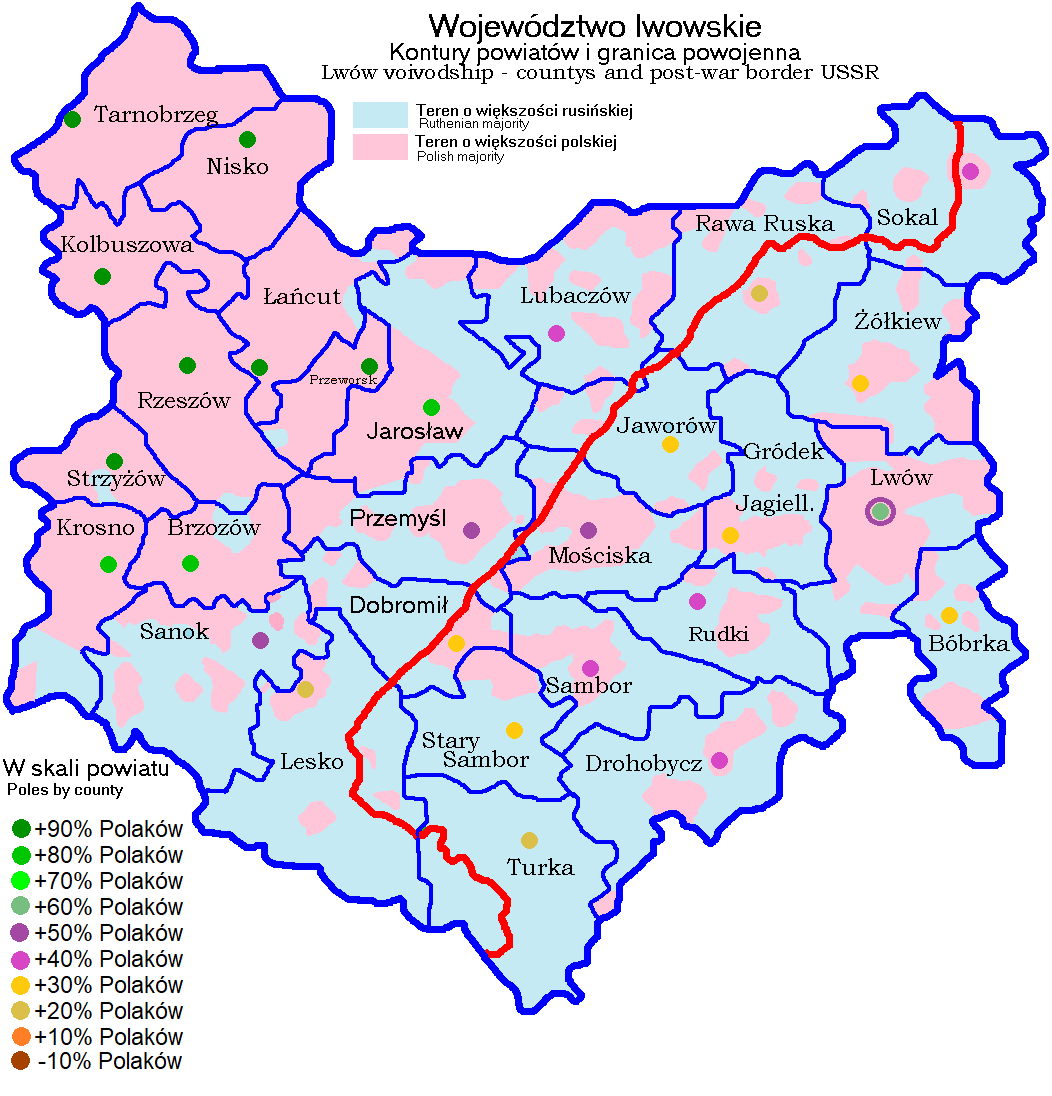
Bản đồ dân số tỉnh Lwów: màu cam — vùng có dân số chủ yếu là người Ba Lan; màu xanh lá cây - với chủ yếu là người Ukraina

## Thống đốc
- Kazimierz Grabowski, 23 tháng 4 năm 1921 – 30 tháng 6 năm 1924
- Stanisław Zimny, 10 tháng 3 năm 1924 – 4 tháng 12 năm 1924
- Paweł Garapich, 30 tháng 12 năm 1924 – 28 tháng 7 năm 1927
- Piotr Dunin-Borkowski, 28 tháng 7 năm 1927 – 30 tháng 4 năm 1928
- Wojciech Agenor Gołuchowski, 9 tháng 7 năm 1928 – 29 tháng 8 năm 1930
- Bronisław Nakoniecznikoff-Klukowski, 29 tháng 8 năm 1930 – 6 tháng 7 năm 1931
- Józef Rożniecki, 22 tháng 7 năm 1931 – 30 tháng 1 năm 1933
- Władysław Belina-Prażmowski, 31 tháng 1 năm 1933 – 14 tháng 4 năm 1937
- Alfred Biłyk, 16 tháng 4 năm 1937 – 17 tháng 9 năm 1939

## Lịch sử
Tỉnh Lwów được thành lập vào ngày 23 tháng 12 năm 1920 từ thành phố Lviv và 19 huyện của Đông Galicia (17 huyện có dân số chủ yếu là người Ukraina) và 8 huyện của Tây Galicia (người Ukraina là thiểu số ở sáu huyện; hai huyện có dân số thuần túy là người Ba Lan).
Vào ngày 17 tháng 12 năm 1920, Quốc hội Ba Lan đã thông qua luật "Trao đất cho binh lính của Quân đội Ba Lan", thực hiện lời hứa trong cuộc chiến với những người Bolshevik, khi Warszawa đang bị đe dọa chiếm giữ. Chính phủ đã cố gắng thực hiện lời hứa của mình trên vùng đất của người Ukraina, nơi bắt đầu cái gọi là cuộc bao vây—việc tạo ra các khu định cư Ba Lan từ nông dân và cựu quân nhân.
Sau Hiệp ước Molotov–Ribbentrop và cuộc xâm chiếm Ba Lan sau đó của Xô-Đức, tỉnh được chia cho những người chiến thắng vào cuối tháng 9 năm 1939. Phần phía tây của tỉnh được Đức sáp nhập và thêm vào Phủ Tổng đốc Ba Lan, trong khi phần phía đông (bao gồm thành phố Lwów) được sáp nhập vào Cộng hòa xã hội chủ nghĩa Xô viết Ukraina. Sau tháng 7 năm 1941, Lwów và phần phía đông bị Đức chiếm đóng và cũng được bổ sung vào Phủ Tổng đốc; chính phủ ngầm Ba Lan tồn tại ở đó cho đến tháng 8 năm 1944. Năm 1945, khi biên giới hiện tại của Ba Lan được thiết lập, phần phía tây của tỉnh Lwów cũ (đến sông San) được tổ chức thành tỉnh Rzeszów mới được thành lập; lãnh thổ này là một phần của tỉnh Podkarpackie từ năm 1999. Phần phía đông còn lại trở thành tỉnh Lviv của Ukraina.